# Michaił Jamnicki
Michaił Siergiejewicz Jamnicki (ros. Михаил Сергеевич Ямницкий, ur. w listopadzie 1899 we wsi Sławianka w guberni jekaterynosławskiej, zm. 26 lutego 1939) – Żyd, funkcjonariusz radzieckich służb specjalnych, major bezpieczeństwa państwowego.

## Życiorys
W sierpniu 1915 powołany do carskiej armii, brał udział w I wojnie światowej, 1916 ranny i zatruty gazem bojowym.
Od maja 1917 członek SDPRR(b). Od sierpnia 1917 członek Czerwonej Gwardii, następnie Armii Czerwonej, od stycznia 1919 w organach Czeki, w lipcu-sierpniu 1919 szef sekcji Wydziału Specjalnego 12 Armii, od października do grudnia 1919 inspektor Zarządu Wydziału Specjalnego Czeki przy Radzie Komisarzy Ludowych RFSRR. Od grudnia 1919 do maja 1920 w charkowskiej gubernialnej Czece, później pełnomocnik Wydziału Specjalnego Czeki Rejonu Czaplińskiego, następnie szef Oddziału Administracyjno-Organizacyjnego Wydziału Specjalnego Czeki 2 Armii Konnej, od listopada 1920 do stycznia 1921 inspektor Wydziału Specjalnego Czeki Frontu Zachodniego, potem funkcjonariusz Wszechukraińskiej Czeki. Od października 1923 w oddziałach pogranicznych OGPU, od 27 listopada 1927 do 5 listopada 1929 szef okręgowego oddziału GPU w Mohylowie Podolskim, 1929-1930 pełnomocnik i starszy pełnomocnik Wydziału Specjalnego OGPU Ukraińskiego Okręgu Wojskowego, od października 1930 do marca 1932 szef Oddziału 7 Wydziału Specjalnego GPU Ukraińskiej SRR i OGPU Ukraińskiego Okręgu Wojskowego. Od 22 marca do 16 kwietnia 1932 szef Oddziału 7 Wydziału Specjalnego OGPU Ukraińskiej SRR, od 16 kwietnia 1932 do 7 stycznia 1933 szef Oddziału 6 Wydziału Specjalnego OGPU ZSRR, od kwietnia 1933 do stycznia 1934 pomocnik szefa Zarządu Ochrony Pogranicznej i Wojsk GPU Pełnomocnego Przedstawicielstwa OGPU w Kraju Północnokaukaskim, od 19 stycznia do 10 lipca 1934 szef Wydziału Kadr Pełnomocnego Przedstawicielstwa OGPU w Kraju Azowsko-Czarnomorskim. Od 13 lipca 1934 do 29 marca 1936 szef Wydziału Kadr Zarządu NKWD Kraju Azowsko-Czarnomorskiego, od 25 grudnia 1935 kapitan bezpieczeństwa państwowego, od 29 marca do 13 września 1936 szef Wydziału Ekonomicznego Zarządu NKWD Kraju Azowsko-Czarnomorskiego, od 16 grudnia 1936 do 27 stycznia 1937 szef Wydziału Kontrwywiadowczego/Wydziału 3 Zarządu NKWD obwodu zachodniego (późniejszy obwód smoleński). Od 27 stycznia do 29 marca 1937 szef Sekcji 3 Wydziału 2 Głównego Zarządu Bezpieczeństwa Państwowego, od 29 marca do 19 maja 1937 szef Oddziału 3 Wydziału 2 Głównego Zarządu Bezpieczeństwa Państwowego, od 19 maja do 22 czerwca 1937 zastępca szefa 2 Wydziału Głównego Zarządu Bezpieczeństwa Państwowego, następnie szef oddziału 5 Wydziału Głównego Zarządu Bezpieczeństwa Państwowego i zastępca szefa Wydziału 5 Głównego Zarządu Bezpieczeństwa Państwowego, 21 września 1937 awansowany na majora bezpieczeństwa państwowego. Od 28 marca do 13 czerwca 1938 szef Wydziału 2 Zarządu 3 NKWD ZSRR, od czerwca do listopada 1938 zastępca szefa Zarządu NKWD Kraju Dalekowschodniego.
6 listopada 1938 aresztowany, 26 lutego 1939 skazany na śmierć przez Kolegium Wojskowe Sądu Najwyższego ZSRR i rozstrzelany (w latach 50. podano, że umarł 9 września 1942).

## Odznaczenia
- Order Czerwonej Gwiazdy (22 lipca 1937)
- Order „Znak Honoru” (22 lutego 1938)
- Odznaka "Honorowy Funkcjonariusz Czeki/GPU (V)" (1927)